# Довгун, Ольга Вячеславовна
Ольга Вячеславовна Довгун (1 сентября 1970, Чимкент) — казахстанская спортсменка, стрелок из пневматической винтовки. Заслуженный мастер спорта Республики Казахстан.

## Карьера
Чемпионка мира 2002 и 2006 годов в стрельбе лёжа из малокалиберной винтовки. Победительница Азиатских игр 2002 и 2006 годов. Чемпионка Азии 2003 и 2007 годов, 13-кратный чемпион I, II, III Центрально-Азиатских игр. Неоднократная победительница соревнований Кубка мира. Участница четырёх олимпиад: 2000 года в Сиднее, 2004 года в Афинах, 2008 года в Пекине и 2012 года в Лондоне. Наивысшим достижением на Олимпийских играх является 4-е место в 2004 году.
Является единственной спортсменкой в мире, показавшей на официальных международных соревнованиях абсолютный результат в стрельбе из малокалиберной винтовки — 600 очков из 600 возможных.
Выступает за алматинское "Динамо".

## Личная жизнь
Муж - Виталий Довгун - спортсмен-стрелок. Имеет двоих детей.

## Награды
- Орден Курмет (2002)[2]